# Gymnasura
Gymnasura is een geslacht van vlinders van de familie spinneruilen (Erebidae), uit de onderfamilie Arctiinae.

## Soorten
- G. saginaea Turner, 1899
- G. semilutea Wileman, 1911
- G. taprobana Hampson, 1901